# ALCO RS-3
As locomotivas Diesel-Elétrica ALCO RS-3 foram compradas pela EFCB no processo de dieselização das suas linhas, em 1952. Todas elas foram fabricadas pela Montreal Locomotive Works, subsidiária canadense da American Locomotive Company americana.
As RS-3 da EFCB foram transferidas para a RFFSA - Rede Ferroviária Federal S/A, posteriormente passaram a integrar as frotas da CPTM em São Paulo, do Metrô de Belo Horizonte em Minas Gerais, e da Supervia no Rio de Janeiro. A maioria dessas locomotivas encontram-se em operação até os dias atuais.
A CPTM possui oito locomotivas ALCo RS-3 (#6001 a #6008), sendo que três vieram da SP-3 da RFFSA, quando foi criada a CPTM. Outras cinco locomotivas foram compradas da CBTU, em 1995. Duas delas (#6001 e #6004) estão atualmente pintadas nas cores do Expresso Turístico, trem de turísmo que circula nos finais de semana partindo da Estação da Luz com três destinos distintos: Jundiaí, Paranapiacaba e Mogi das Cruzes.
A Supervia possui quatro locomotivas ALCo RS-3 (#7103, #7114, #7115 e #7125) herdadas da RFFSA, que são utilizadas como veículo de manutenção e no transporte de passageiros.
O Metrô de Belo Horizonte possui uma locomotiva ALCo RS-3 (#009), utilizada como veículo de manutenção.

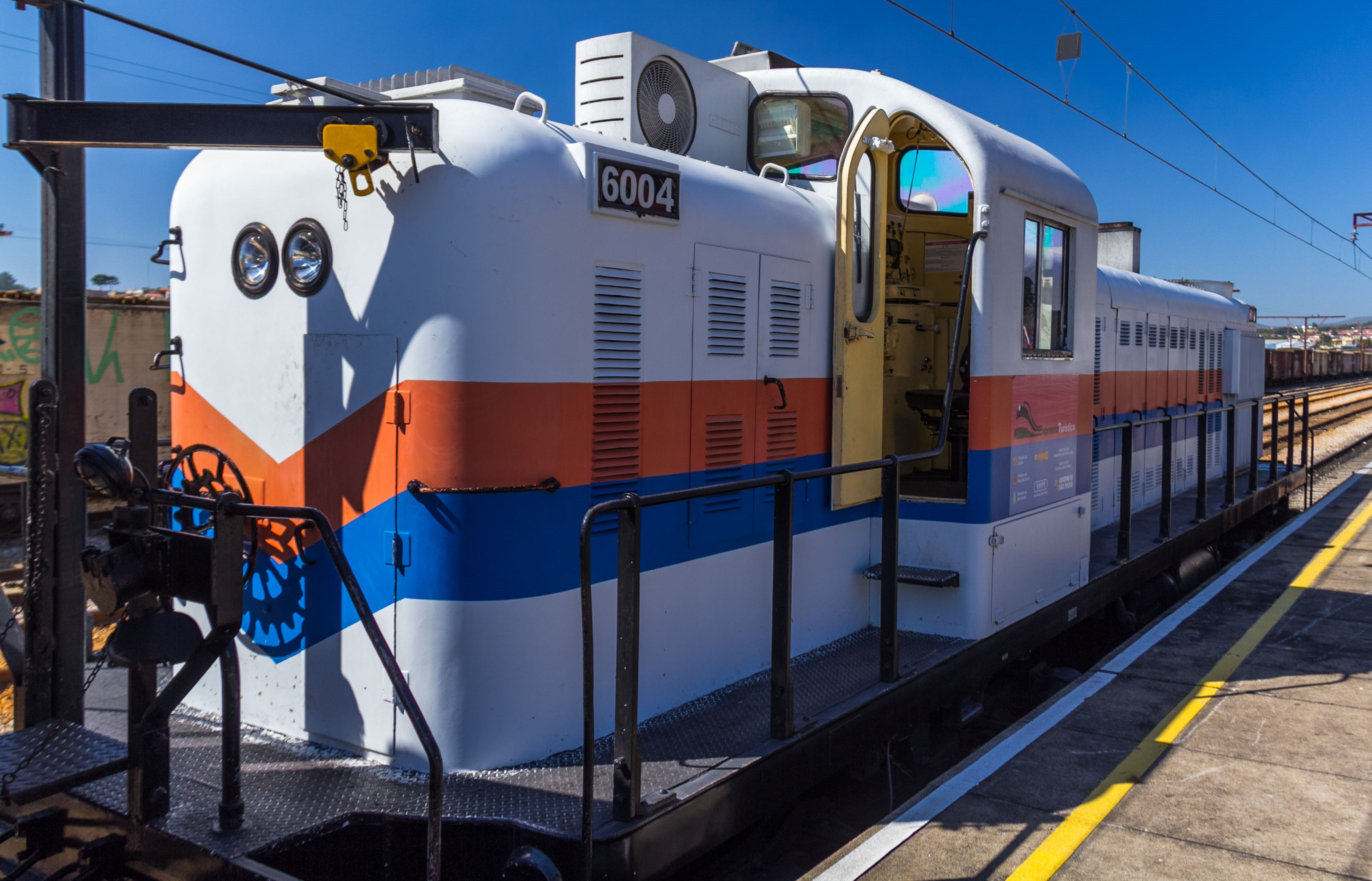
Locomotiva ALCO RS-3 nº6004, em operação no Expresso Turístico da CPTM
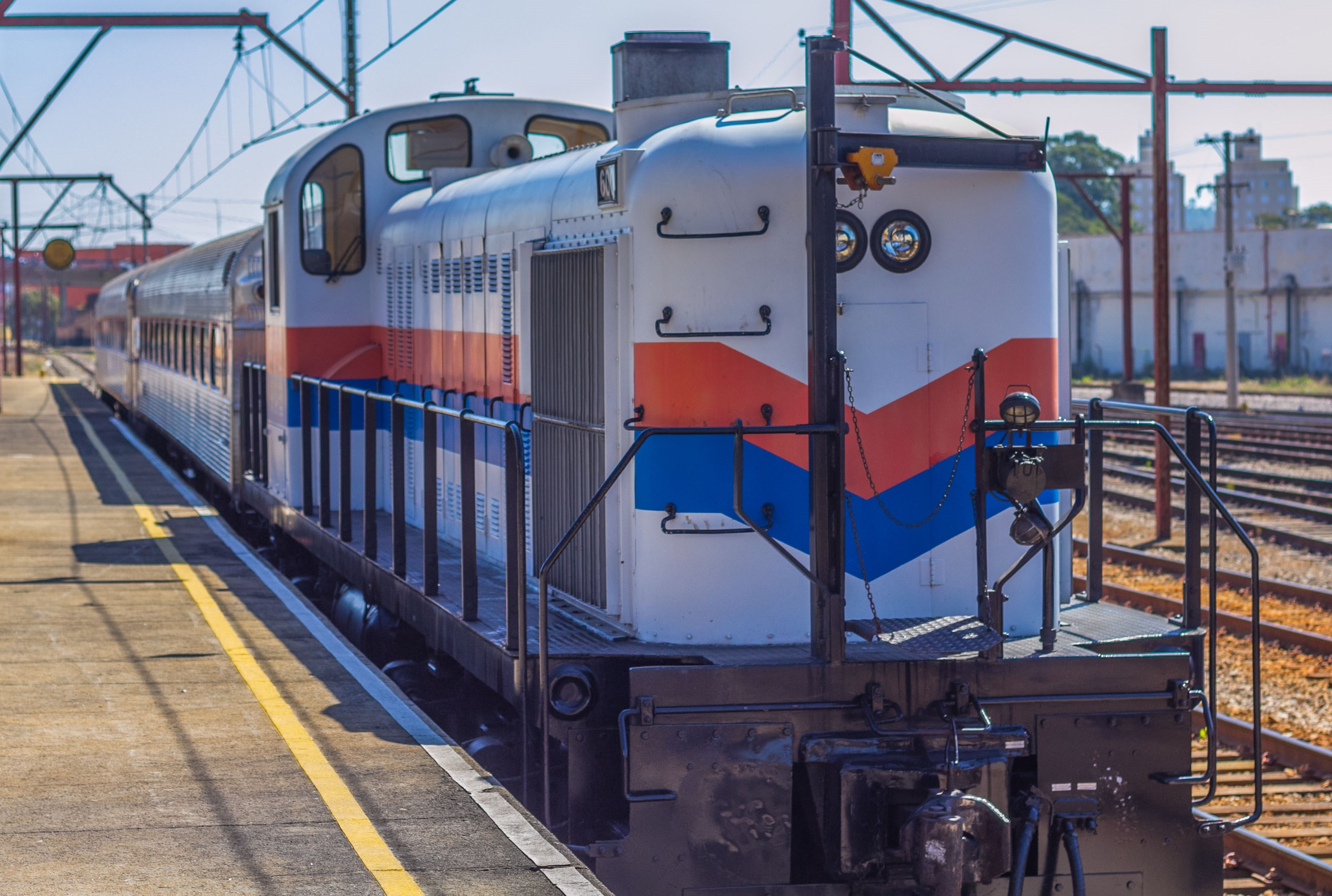
Locomotiva ALCO RS-3 nº6004